# Pływanie na Igrzyskach Małych Państw Europy 2013
pływanie na Igrzyskach Małych Państw Europy 2013 – zawody pływackie w ramach rozgrywanych w Luksemburgu igrzysk małych krajów odbyły się w dniach 28 - 31 maja.

## Medaliści

### Mężczyźni
| Kategoria                          |                                                                                               | Czas       | | Czas     | | Czas     |
| ---------------------------------- | --------------------------------------------------------------------------------------------- | ---------- | --- | -------- | --- | -------- |
| 50 m stylem dowolnym               | Alexandre Bakhtiarov · Cypr                                                                   | 23,45      | Andrew Chetcuti · Malta                                                                                      | 23,50    | Omiros Zagkas · Cypr                                                                                        | 23,54    |
| 100 m stylem dowolnym              | Jean François Schneiders · Luksemburg                                                         | 50,88      | Omiros Zagkas · Cypr                                                                                         | 51,37    | Andrew Chetcuti · Malta                                                                                     | 51,61    |
| 200 m stylem dowolnym              | Jean François Schneiders · Luksemburg                                                         | 1:53,06    | Anton Sveinn McKee · Islandia                                                                                | 1:54,27  | Jakowos Hadżikonstantinu · Cypr                                                                             | 1:55,50  |
| 400 m stylem dowolnym              | Anton Sveinn McKee · Islandia                                                                 | 3:59,25    | Pit Brandenburger · Luksemburg                                                                               | 4:03,41  | Jakowos Hadżikonstantinu · Cypr                                                                             | 4:05,58  |
| 1500 m stylem dowolnym             | Anton Sveinn McKee · Islandia                                                                 | 16:11,97   | Christophe Meier · Liechtenstein                                                                             | 16:17,76 | Arnor Stefánsson · Islandia                                                                                 | 16:22,90 |
|                                    |                                                                                               |            | |          | |          |
| 100 m stylem grzbietowym           | Jean François Schneiders · Luksemburg                                                         | 56,33 MR   | David Hildiberg Adalsteinsson · Islandia                                                                     | 57,91    | Sebastian Konnaris · Cypr                                                                                   | 58,86    |
| 200 m stylem grzbietowym           | Jean François Schneiders · Luksemburg                                                         | 2:01,71 MR | Kristinn Thorarinsson · Islandia                                                                             | 2:09,34  | Kolbeinn Hfrafnkelsson · Islandia                                                                           | 2:10,64  |
|                                    |                                                                                               |            | |          | |          |
| 100 m stylem klasycznym            | Anton Sveinn McKee · Islandia                                                                 | 1:03,17    | Hrafn Traustason · Islandia                                                                                  | 1:05,21  | François Xavier Paquot · Monako                                                                             | 1:05,35  |
| 200 m stylem klasycznym            | Anton Sveinn McKee · Islandia                                                                 | 2:16,97    | Hrafn Traustason · Islandia                                                                                  | 2:19,56  | Christophe Meier · Liechtenstein                                                                            | 2:21,06  |
|                                    |                                                                                               |            | |          | |          |
| 100 m stylem motylkowym            | Alexandre Bakhtiarov · Cypr                                                                   | 55,12      | Andrew Chetcuti · Malta                                                                                      | 55,58    | Daníel Hannes Pálsson · Islandia                                                                            | 57,14    |
| 200 m stylem motylkowym            | Christophe Meier · Liechtenstein                                                              | 2:05,44    | Daníel Hannes Pálsson · Islandia                                                                             | 2:06,61  | Louis Gloesener · Luksemburg                                                                                | 2:09,10  |
|                                    |                                                                                               |            | |          | |          |
| 200 m stylem zmiennym              | Anton Sveinn McKee · Islandia                                                                 | 2:05,94    | Christophe Meier · Liechtenstein                                                                             | 2:06,46  | Thomas Tsiopanis · Cypr                                                                                     | 2:09,32  |
| 400 m stylem zmiennym              | Anton Sveinn McKee · Islandia                                                                 | 4:27,29 MR | Christophe Meier · Liechtenstein                                                                             | 4:27,97  | Laurent Carnol · Luksemburg                                                                                 | 4:34,01  |
|                                    |                                                                                               |            | |          | |          |
| Sztafeta 4 × 100 m stylem dowolnym | Luksemburg · Pit Brandenburger · Julien Henx · Jean François Schneiders · Raphaël Stacchiotti | 3:24,75 MR | Cypr · Alexandre Bakhtiarov · Thomas Tsiopanis · Sebastian Konnaris · Omiros Zagkas                          | 3:28,81  | Islandia · David Hildiberg Adalsteinsson · Anton Sveinn McKee · Alexander Johannesson · Aron Örn Stefánsson | 3:29,00  |
| Sztafeta 4 × 200 m stylem dowolnym | Luksemburg · Julien Henx · Jean François Schneiders · Raphaël Stacchiotti · Pit Brandenburger | 7:34,08 MR | Islandia · David Hildiber Adalsteinsson · Aron Örn Stefánsson · Daníel Hannes Pálsson · Anton Sveinn McKee   | 7:39,15  | Cypr · Jakowos Hadżikonstantinu · Omiros Zagkas · Alexandre Bakhtiarov · Sebastian Konnaris                 | 8:00,53  |
| Sztafeta 4 × 100 m stylem zmiennym | Luksemburg · Jean François Schneiders · Pit Brandenburger · Raphaël Stacchiotti · Julien Henx | 3:47,61 MR | Islandia · David Hildiberg Adalsteinsson · Anton Sveinn McKee · Daníel Hannes Pálsson · Alexander Johanneson | 3:47,72  | Cypr · Sebastian Konnaris · Lefkios Xanthhou · Alexandre Bakhtiarov · Omiros Zagkas                         | 3:54,76  |

### Kobiety
| Kategoria                          | | Czas       |                                                                                 | Czas    |                                                                                   | Czas    |
| ---------------------------------- | --- | ---------- | ------------------------------------------------------------------------------- | ------- | --------------------------------------------------------------------------------- | ------- |
| 50 m stylem dowolnym               | Julie Meynen · Luksemburg                                                                                                   | 25,59 MR   | Ingibjorg Kristin Jansdottir · Islandia                                         | 26,08   | Karen Sif Vilhjálmsdóttir · Islandia                                              | 26,39   |
| 100 m stylem dowolnym              | Julie Meynen · Luksemburg                                                                                                   | 56,19      | Ingibjorg Kristin Jansdottir · Islandia                                         | 57,39   | Julia Hassler · Liechtenstein                                                     | 57,77   |
| 200 m stylem dowolnym              | Eygló Ósk Gústafsdóttir · Islandia                                                                                          | 2:02,44    | Julia Hassler · Liechtenstein                                                   | 2:02,57 | Julie Meynen · Luksemburg                                                         | 2:03,16 |
| 400 m stylem dowolnym              | Julia Hassler · Liechtenstein                                                                                               | 4:17,71    | Monique Olivier · Luksemburg                                                    | 4:20,44 | Inga Elin Cryer · Islandia                                                        | 4:24,73 |
| 800 m stylem dowolnym              | Julia Hassler · Liechtenstein                                                                                               | 8:45,09 MR | Monique Olivier · Luksemburg                                                    | 8:59,50 | Inga Elin Cryer · Islandia                                                        | 9:09,35 |
|                                    | |            |                                                                                 |         |                                                                                   |         |
| 100 m stylem grzbietowym           | Eygló Ósk Gústafsdóttir · Islandia                                                                                          | 1:02,89 MR | Ingibjorg Kristin Jansdottir · Islandia                                         | 1:04,47 | Sarah Rolko · Luksemburg                                                          | 1:05,51 |
| 200 m stylem grzbietowym           | Eygló Ósk Gústafsdóttir · Islandia                                                                                          | 2:15,21 MR | Jóhanna Gústafsdóttir · Islandia                                                | 2:18,04 | Sarah Rolko · Luksemburg                                                          | 2:19,11 |
|                                    | |            |                                                                                 |         |                                                                                   |         |
| 100 m stylem klasycznym            | Hrafnhildur Lúthersdóttir · Islandia                                                                                        | 1:11,11    | Theresa Banzer · Liechtenstein                                                  | 1:13,40 | Irene Chrysostomu · Cypr                                                          | 1:13,42 |
| 200 m stylem klasycznym            | Hrafnhildur Lúthersdóttir · Islandia                                                                                        | 2:31,28 MR | Theresa Banzer · Liechtenstein                                                  | 2:34,91 | Irene Chrysostomu · Cypr                                                          | 2:38,88 |
|                                    | |            |                                                                                 |         |                                                                                   |         |
| 100 m stylem motylkowym            | Julia Hassler · Liechtenstein                                                                                               | 1:02,28    | Julie Meynen · Luksemburg                                                       | 1:02,51 | Johanna Gerda Gústafsdóttir · Islandia                                            | 1:02,92 |
| 200 m stylem motylkowym            | Julia Hassler · Liechtenstein                                                                                               | 2:15,96 MR | Inga Elín Cryer · Islandia                                                      | 2:21,45 | Jasmin Büchel · Liechtenstein                                                     | 2:29,76 |
|                                    | |            |                                                                                 |         |                                                                                   |         |
| 200 m stylem zmiennym              | Hrafnhildur Lúthersdóttir · Islandia                                                                                        | 2:17,27 MR | Eygló Ósk Gústafsdóttir · Islandia                                              | 2:20,99 | Monique Olivier · Luksemburg                                                      | 2:23,47 |
| 400 m stylem zmiennym              | HJohanna Gerda Gústafsdóttir · Islandia                                                                                     | 4:54,57 MR | Eygló Ósk Gústafsdóttir · Islandia                                              | 4:55,17 | Julia Hassler · Liechtenstein                                                     | 5:02,55 |
|                                    | |            |                                                                                 |         |                                                                                   |         |
| Sztafeta 4 × 100 m stylem dowolnym | Islandia · Ingibjorg Kristin Jansdottir · Eygló Ósk Gústafsdóttir · Karen Sif Vilhjálmsdóttir · Hrafnhildur Lúthersdóttir   | 3:49,75 MR | Luksemburg · Julie Meynen · Jacqueline Banky · Monique Olivier · Sarah Rolko    | 3:52,69 | Liechtenstein · Jasmin Büchel · Theresa Banzer · Julia Hassler · Tamara Vetsch    | 4:00,94 |
| Sztafeta 4 × 200 m stylem dowolnym | Islandia · Eygló Ósk Gústafsdóttir · Inga Elin Cryer · Hrafnhildur Lúthersdóttir · Johanna Gerda Gústafsdóttir              | 8:25,24 MR | Luksemburg · Julie Meynen · Monique Olivier · Jacqueline Banky · Christina Roch | 8:28,24 | Liechtenstein · Celina Kind · Jasmin Büchel · Theresa Banzer · Julia Hassler      | 8:43,34 |
| Sztafeta 4 × 100 m stylem zmiennym | Islandia · Eygló Ósk Gústafsdóttir · Hrafnhildur Lúthersdóttir · Johanna Gerda Gústafsdóttir · Ingibjorg Kristin Jansdottir | 4:12,96 MR | Luksemburg · Sarah Rolko · Jil Einhorn · Julie Meynen · Christina Roch          | 4:23,22 | Cypr · Sofia Papadopulu · Irene Chrysostomu · Sotiria Neofytu · Chrysula Karamanu | 4:23,78 |

## Tabela medalowa
Gospodarz igrzysk
| Poz.    | Państwo       |    |    |    | Łącznie |
| ------- | ------------- | -- | -- | -- | ------- |
| 1       | Islandia      | 16 | 15 | 8  | 39      |
| 2       | Luksemburg    | 9  | 7  | 6  | 22      |
| 3       | Liechtenstein | 5  | 6  | 6  | 17      |
| 4       | Cypr          | 2  | 2  | 10 | 14      |
| 5       | Malta         | 0  | 2  | 1  | 3       |
| 6       | Monako        | 0  | 0  | 1  | 1       |
| Łącznie | Łącznie       | 32 | 32 | 32 | 96      |